# Martwa natura: deska kreślarska, fajka, cebule i wosk pieczątkarski
Martwa natura: deska kreślarska, fajka, cebule i wosk pieczątkarski (hol. Stilleven met uien, ang. Still Life: Drawing Board, Pipe, Onions and Sealing-Wax) – obraz Vincenta van Gogha namalowany w styczniu 1889 podczas pobytu artysty w miejscowości Arles. Nr kat.: F 604, JH 1656.

## Historia i opis
Po gwaltownej sprzeczce z Gauguinem 23 grudnia 1888, zakończonej  obcięciem sobie fragmentu ucha van Gogh został przyjęty do publicznego szpitala. Tam opatrzono jego ranę i stwierdzono, iż nie była groźna. Odrębną sprawą był stan psychiczny artysty. Ze względu na niego musiał spędzić w szpitalu kilka następnych dni. Wyszedł 7 stycznia 1889  a o swoich najbliższych planach poinformował brata Theo w liście napisanym tego samego dnia: 
"Jutro znów zabieram się do pracy, zacznę malować jedną lub dwie martwe natury, żeby odnaleźć nawyk malowania."
Obraz ma charakter autobiograficzny – przedstawia elementy składowe codziennego życia artysty – deskę kreślarską, fajkę, butelkę wina, czajnik, trochę warzyw (cebule, które puściły pędy podczas jego nieobecności), ważną korespondencję i podręcznik medyczny.